# 켈트 매듭

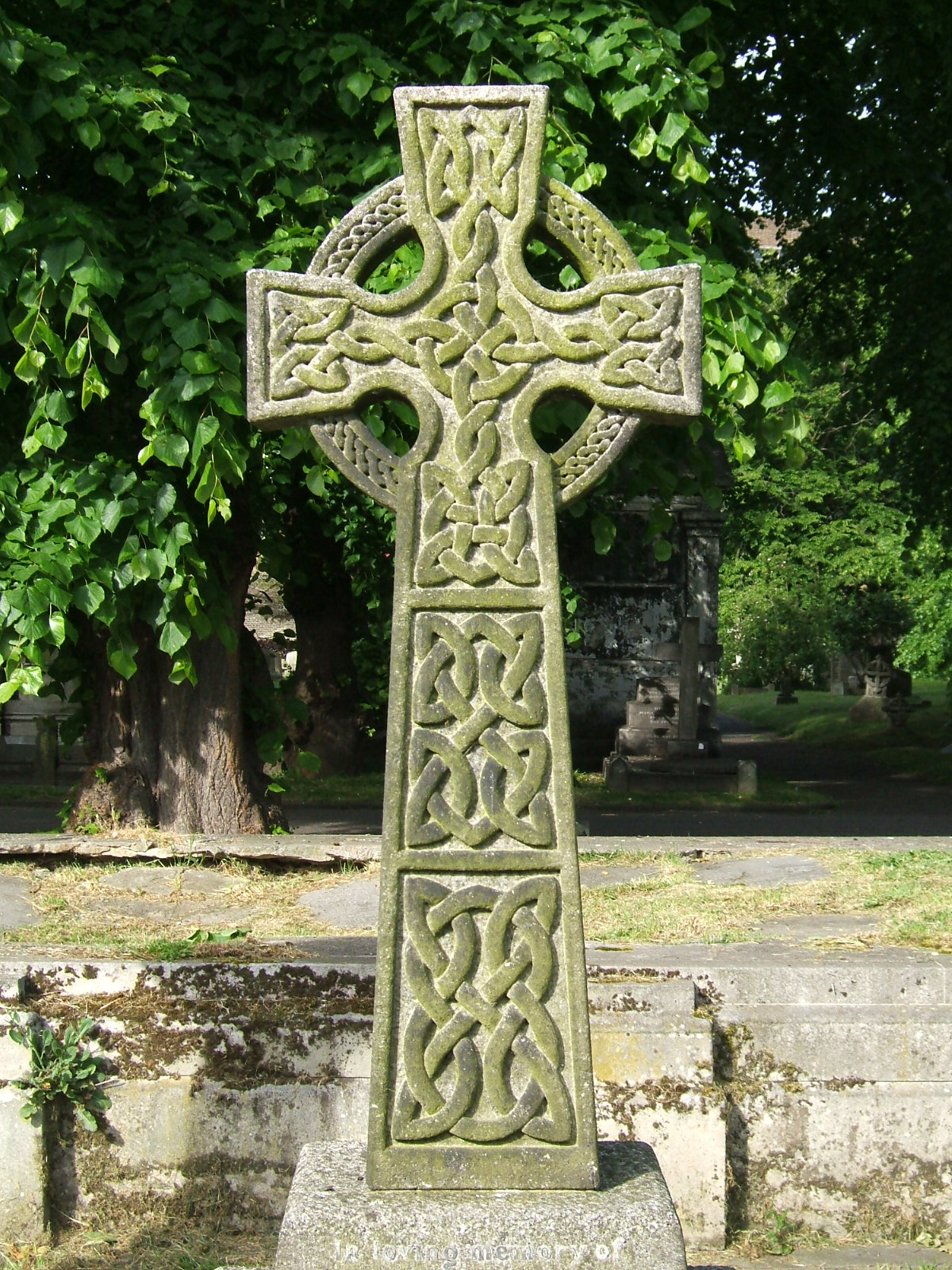

켈트 매듭(아일랜드어: snaidhm Cheilteach 스너임 켈타크, 웨일스어: cwlwm Celtaidd 쿨룸 켈타이드)는 켈트족 도서 미술에서 광범위하게 나타나는, 매듭 모양 무늬다. 기독교 필사본이나 십자가 장식용으로 주로 발견되며, 『켈스의 서』가 대표적이다. 대부분의 켈트 매듭은 무한매듭이나 바구니매듭의 형태를 가진다.

## 같이 보기
- 켈트 미술
- 켈트 십자
- 반장 (상징)
- 매듭정원
- 매듭 (수학)